# Julie Collins
Julie Collins (ur. 3 lipca 1971 w Hobart) – australijska polityk, od 2007 deputowana do Izby Reprezentantów. Od 1 lipca do 18 września 2013 była członkinią gabinetu federalnego Australii, gdzie kierowała kilkoma działami administracji ze sfery społecznej, m.in. była ministrem ds. mieszkalnictwa i bezdomności. Objęła ponownie to stanowisko w gabinecie Anthony’ego Albanesego.

## Życiorys

### Kariera polityczna
Pochodzi z Tasmanii. Od 1987 była etatową pracownicą Australijskiej Partii Pracy, zaś w 1988 została również członkinią tego ugrupowania. W latach 1987–1994 była pracownikiem administracyjnym różnych szczebli w tasmańskich strukturach partii. Od 1995 do 1998 pracowała dla tasmańskich senatorów federalnych ALP. W 1996 pełniła przez rok funkcję przewodniczącej stanowej młodzieżówki ALP. W latach 1998–2003 należała do najbliższego personelu premiera Tasmanii Jima Bacona, dla którego pracowała jako osobista asystentka w randze doradcy premiera. W 2004 i 2007 była delegatką na konwencje krajowe Partii Pracy. W latach 2006–2007 pełniła funkcję sekretarza stanowego ALP na Tasmanii, co stanowi najwyższe stanowisko wśród etatowego personelu partii w tym stanie.
W 2007 została wybrana do federalnej Izby Reprezentantów, startując z okręgu Franklin, będącego najbardziej wysuniętym na południe okręgiem wyborczym w Australii. W grudniu 2011 premier Julia Gillard powołała ją w skład outer ministry, czyli tej części rządu federalnego, którego członkowie noszą tytuły ministrów, lecz nie zasiadają w gabinecie federalnym. Została wówczas ministrem ds. statusu kobiet, ministrem ds. lokalnych służb społecznych (community services) i ministrem ds. zatrudnienia i rozwoju ekonomicznego ludności rdzennej. 1 lipca 2013 została awansowana na członkinię gabinetu w ramach drugiego gabinetu Rudda. Zachowała wcześniejsze sfery kompetencji, zostając dodatkowo ministrem ds. mieszkalnictwa i bezdomności.
Collins opuściła rząd we wrześniu 2013, po przegranych przez ALP wyborach.

### Życie prywatne
Jest mężatką, ma troje dzieci.